# Livs-form
 Der er for få eller ingen kildehenvisninger i denne artikel, hvilket er et problem. Du kan hjælpe ved at angive troværdige kilder til de påstande, som fremføres i artiklen.

Livsform (eller livs-form) er et væsentligt begreb i Giorgio Agambens tænkning og henviser til "et liv, der aldrig kan adskilles fra sin form".